# Charles-François Stallaert
Charles-François Stallaert (Merchtem, 23 de septiembre de 1820- Everberg, 24 de noviembre de 1893) fue un filósofo y escritor belga.

## Biografía
Pertenecía a una familia de maestros pasteleros, su padre y abuelo ejercían este oficio. Este último Jean-François Stallaert era además poeta.
Estudió latín y griego clásico en Turnhout y Malinas y siguió con estudios de filosofía y letras en Lovaina y Bruselas, pero la muerte prematura de su padre le obligó a dejar de estudiar y buscar trabajo. 
Trabajó cuatro años en la empresa de expediciones marítimas Lambert Straatman, pero lo tuvo que dejar por problemas de salud. Más tarde trabajó en el Ministerio de Finanzas y en la compañía ferroviaria belga. Fue profesor de flamenco en una escuela militar y miembro de la Sociedad de Literatura neerlandesa en Leiden desde 1859. 
Se casó dos veces, la primera en Brujas en 1848 con Mathilde Mast, hija de un alto funcionario. Pasado un tiempo después de que ella muriera en 1857, se casó en 1862  con Élisabeth Galesloot, hermana del jefe de división de los archivos estatales. 

## Obra
- Anciennes lois et coutumes flamandes, traduites pour la Commission royale pour la publication des anciennes lois et ordonnances de Belgique.
- Geschiedenis van Hertog Jan den Eerste van Brabant, 1859.
- Grammaire flamande.
- Glossarium van verouderde rechtstermen, kunstwoorden en andere uitdrukkingen uit Vlaamsche, Brabantsche en Limburgsche oorkonden, Leyde, 1886-1893.